# MS Bulk Jupiter
MS Bulk Jupiter là một con tàu chở hàng. Tàu chìm ngoài bờ biển Việt Nam ngày 2 tháng 1 năm 2015 theo giờ Việt Nam.

## Chìm
Vào ngày 2 tháng 1 năm 2015, tàu Bulk Jupiter chìm tại vùng biển Vũng Tàu, Việt Nam. Tàu xuất phát từ Kuantan, Malaysia vào ngày 30 tháng 12 năm 2014 với 46,400 tấn Bauxite cùng 19 thuyền viên người Philippines.
Trung tâm Phối hợp Tìm kiếm cứu nạn Hàng hải Việt Nam (Vietnam MRCC) và Japanese Coast Guard đã nhận được thông tin báo nạn vào 22 giờ 54 UTC ngày 1 tháng 1 tại vị trí lat 9".01' 01:001N, long 109" 15' 26.01E từ tàu Bulk Jupiter, nhưng không thể liên lạc lại với tàu.
Tàu cứu nạn đã tiến hành tìm kiếm và cứu được 1 thuyền viên, đầu bếp của tàu nhưng ông ta đã từ chối hợp tác. Sau đó đã tìm thêm được 2 thi thể. 16 thuyền viên còn lại hiện tại được cho rằng đã chết nhưng việc tìm kiếm vẫn tiếp tục diễn ra